# Strangalia insularis
Strangalia insularis es una especie de escarabajo longicornio del género Strangalia, categorizada en la tribu Lepturini, de la subfamilia Lepturinae. Fue descrita por Fisher en 1932.

## Descripción
Mide 12-13 mm de longitud.

## Distribución
Se distribuye por Dominica.